# SAO 158687
Désignations
SAO 158687 (HD 128598, HIP 71567) est une étoile de magnitude apparente de 8,8 de la constellation de la Balance. Elle est principalement connue pour avoir été utilisée dans la découverte des anneaux d'Uranus. Elle est distante de 5 860 ± 494 a.l. (∼ 1 800 pc) de la Terre et se rapproche du Soleil avec une vitesse radiale de −48,25 km/s.

## Propriétés
SAO 158687 est une géante rouge de type spectral K1.5IIIFe-1. La notation « Fe-1 » derrière sa classe de luminosité III (lire « trois ») indique que son spectre montre une sous-abondance en fer. Elle s'est étendue jusqu'à devenir 81 fois plus grande que le Soleil. Elle est 1803 fois plus lumineuse que le Soleil et sa température de surface est de 4 168 K.

## Découverte des anneaux d'Uranus
Le 10 mars 1977, les anneaux d’Uranus sont découverts par hasard par les astronomes James L. Elliot, Edward W. Dunham et Douglas J. Mink, embarqués à bord de l'observatoire aéroporté Kuiper. Les astronomes veulent utiliser l’occultation de l’étoile SAO 158687 par Uranus pour étudier l’atmosphère de cette planète. Or l’analyse de leurs observations met en évidence que l'étoile a été brièvement masquée à cinq reprises avant et après l’occultation par Uranus ; les trois astronomes concluent à la présence d’un système d’anneaux étroits,. Dans leurs articles, ils désignent les cinq occultations observées par les cinq premières lettres de l'alphabet grec : α, β, γ, δ et ε ; ces désignations sont réutilisées par la suite pour nommer les anneaux.